# 溴替唑仑
溴替唑仑是一种有机化合物，化学式为C15H10BrClN4S，是一种噻吩并三氮唑并二氮䓬类鎮靜安眠药。在中国，它被列作第二类精神药品受到管控；它在美国、英国和加拿大被禁售。
它在盐酸中加热水解，得到2-甲基三唑基甲氨基-3-(2-氯苯甲酰基)-5-溴噻吩。